# Getting Close to You
Getting Close to You är ett musikalbum från 2001 av jazzgitarristen Andreas Pettersson.

## Låtlista
1. The Snare-Case Chase (Andreas Pettersson) – 3:54
2. Getting Close to You (Andreas Pettersson) – 5:58
3. Show Me the Money (Andreas Pettersson) – 6:33
4. Ecaroh (Horace Silver) – 5:21
5. Theme for Karl-Bertil (Gunnar Svensson) – 4:11
6. Grooveyard (Carl Perkins) – 5:58
7. Bolivia (Cedar Walton) – 5:45
8. I Can’t Get Started (Vernon Duke) – 6:02
9. I’m Old Fashioned (Jerome Kern) – 5:41

## Medverkande
- Andreas Pettersson – gitarr
- Daniel Karlsson – piano
- Mads Vinding – bas
- Ed Thigpen – trummor